# Mariusz Benoit
Mariusz Benoit (ur. 23 listopada 1950 we Wrocławiu) – polski aktor teatralny, filmowy, telewizyjny, radiowy i dubbingowy; reżyser teatralny, pedagog.

## Życiorys
Jest synem pary aktorskiej Ludwika Benoit i Marii Zbyszewskiej. Już jako dziecko wystąpił w kilku filmach.
W 1974 ukończył studia na Wydziale Aktorskim Państwowej Wyższej Szkoły Filmowej, Telewizyjnej i Teatralnej w Łodzi. Debiutował w teatrze 25 stycznia 1975, pracował w teatrach warszawskich: Powszechnym w Warszawie (1974–1990, 2005–2007), Narodowym (1997–2001), Rozmaitości (2001–2005), od 1 lutego 2009 roku, był aktorem Teatru Dramatycznego w Warszawie, a obecnie Powszechnym. Gra wiele ról z różnorodnego repertuaru, sprawdza się zarówno wcielając się w postacie dramatyczne, jak i komediowe. Jego praca jest wysoko oceniana przez krytyków.
W 1982 został wykładowcą w Państwowej Wyższej Szkole Teatralnej w Warszawie (w latach 1995–1997 profesor nadzwyczajny).

## Spektakle teatralne

### Role
- 1975: Sprawa Dantona jako komisarz I, Merlin (reż. Andrzej Wajda)
- 1975: Buffalo Bill jako Ned Buntline, Reporter (reż. Zygmunt Hübner)
- 1975: Bel-Ami i jego sobowtór jako Francois (reż. Giovanni Pampiglione)
- 1975: Żegnaj, Judaszu jako Judasz (reż. Wiesław Górski)
- 1976: Nie-Boska komedia jako Żebrak (reż. Lidia Zamkow)
- 1976: Barbarzyńcy jako Stiepan Łukin (reż. Aleksander Bardini)
- 1977: Lot nad kukułczym gniazdem jako Scanlon (reż. Z. Hübner)
- 1977: Dni Turbinów jako Aleksy Turbin (reż. Tomasz Zygadło)
- 1978: Na pełnym morzu jako listonosz (reż. Władysław Kowalski)
- 1978: Przed wschodem słońca jako inżynier Hoffmann (reż. Ernst Gunther)
- 1980: Kordian jako Astarot-Imaginacja (reż. Bohdan Cybulski)
- 1980: Świętoszek jako Tartuffe (reż. Marcel Kochańczyk)
- 1981, 1989: Audiencja jako Waniek (reż. Feliks Falk)
- 1981, 1989: Protest jako Waniek (reż. F. Falk)
- 1981: Wernisaż jako Waniek (reż. F. Falk)
- 1982: Volpone jako Corvino (reż. Piotr Cieślak)
- 1983: Awantura w Chioggi jako Toffolo (reż. Waldemar Śmigasiewicz, Maciej Wojtyszko)
- 1983: Iwona, księżniczka Burgunda jako Szambelan (reż. Z. Hübner)
- 1984: Nikiformy (reż. P. Cieślak)
- 1985: Miłość i gniew jako Cliff Lewis (reż. Z. Hübner)
- 1986: Garderobiany jako Oxenby (reż. Z. Hübner)
- 1987: Lekcja jako profesor (reż. Romuald Szejd)
- 1987: Skąpiec jako Walery (reż. Maria Kaniewska)
- 1987: Turandot jako Gogher Gogh (reż. P. Cieślak)
- 1988: Panna Julia jako Jean (reż. A. Wajda)
- 1988: Psie serce jako Szarik-Szarikow (reż. Rudolf Zioło)
- 1989: Wysocki (reż. Wojciech Młynarski)
- 1989: Wujaszek Wania jako Ilja Tielegin (reż. R. Zioło)
- 1990: Pan Tadeusz jako Ksiądz Robak, Asesor, Jankiel (reż. Jan Englert)
- 1990: Romeo i Julia jako Capuleti (reż. A. Wajda)
- 1992: Oni jako Seraskier Banga Tefuan (reż. R. Zioło)
- 1994: Wariacje Goldbergowskie jako Mr.Jay, reżyser (reż. R. Zioło)
- 1995: Wesele jako dziennikarz (reż. Krzysztof Nazar)
- 1996: Zmowa świętoszków jako Jean Baptiste Poquelin Molier (reż. J. Englert)
- 1996: Juliusz Cezar jako Marek Brutus (reż. Maciej Prus)
- 1997: Francis Bacon jako Tadeusz R. (reż. Jerzy Grzegorzewski)
- 1997: Ciałopalenie jako Adam (reż. W. Kowalski)
- 1997: Noc listopadowa. Sceny dramatyczne jako Makrot (reż. J. Grzegorzewski)
- 1998: Saragossa jako Serra, Penna Velez (reż. Tadeusz Bradecki)
- 1998: Ślub jako Władzio (reż. J. Grzegorzewski)
- 1999: Sędziowie jako dziad (reż. J. Grzegorzewski)
- 1999: Nowe Bloomusalem jako Leopold Bloom (reż. J. Grzegorzewski)
- 2000: Wesele jako Gospodarz (reż. J. Grzegorzewski)
- 2000: Operetka jako hrabia Hufnagiel (reż. J. Grzegorzewski)
- 2000: Noc listopadowa jako Wielki Książę Konstanty; Ares (reż. J. Grzegorzewski)
- 2003: Stosunki Klary jako Gotfryd (reż. Krystian Lupa)
- 2006: Miarka za miarkę jako Vincentio (reż. Anna Augustynowicz)
- 2007: Peer Gynt. Szkice z dramatu Henryka Ibsena jako Peer Gynt (reż. Paweł Miśkiewicz)
- 2007: Iwona jako Ignacy Król (reż. P. Cieślak)
- 2018: Burza Wiliama Szekspira jako Ariel/Kaliban (reż. Paweł Miśkiewicz)

#### Teatr Telewizji
- 1975: Aktor jako Kacper (reż. Ryszard Major)
- 1976: Morderstwo odkrywa prawdę jako Riber Jardin (reż. Barbara Sałacka)
- 1979: Kartoteka jako ojciec (reż. Krzysztof Kieślowski)
- 1981: Judasz z Kariothu jako Piotr (reż. Tadeusz Lis)
- 1981: Dziady część III jako Sobolewski (reż. Jan Kulczyński)
- 1982: Irydion jako Scypio (reż. J. Englert)
- 1987: Iwona, księżniczka Burgunda jako Szambelan (reż. Z. Hübner)
- 1988: To, co najpiękniejsze jako Cyprian (reż. Andrzej Łapicki)
- 1988: Miss samotnych serc jako Gates (reż. Tomasz Lengren)
- 1988: Księżyc świeci nieszczęśliwym jako Jim Tyrone (reż. J. Englert)
- 1989: Żywa Maska jako Andolfo (reż. M. Prus)
- 1991: Drewniana miska jako Glenn Dennison (reż. Tadeusz Worontkiewicz)
- 1991: Odchodzić jako Joe Green (reż. Robert Gliński)
- 1993: Miesiąc na wsi jako Szpigielski (reż. J. Englert)
- 1994: Uciekła mi przepióreczka jako Smugoń (reż. Agnieszka Glińska)
- 1994: Na dnie jako aktor (reż. Gustaw Holoubek)
- 1994: Kordian jako Konstanty (reż. J. Englert)
- 1995: Aszantka jako Romowski (reż. A. Łapicki)
- 1996: Mirandolina jako Markiz di Forlipopoli (reż. J. Englert)
- 1996: Cyd jako don Gomez (reż. Krystyna Janda)
- 1997: Śledztwo jako doktor Sciss (reż. Waldemar Krzystek)
- 1997: Adrienne Lecouvreur jako Markiz Abbe de Chazeuill (reż. Mariusz Treliński)
- 1998: Portret wenecki jako Barysta (reż. Agnieszka Lipiec-Wróblewska)
- 1998: Cesarski szaleniec jako Peeter von Mannteuffel (reż. W. Krzystek)
- 1999: Ciałopalenie jako Adam (reż. W. Kowalski)
- 1999: Druga matka jako Walter (reż. Izabella Cywińska)
- 2000: Temida jest kobietą jako Broument (reż. Tomasz Wiszniewski)
- 2000: Żywot Łazika z Tormesu jako Łazik (reż. Piotr Trzaskalski)
- 2006: Tajny agent jako Heat (reż. Krzysztof Zaleski)
- 2008: Kryptonim „Gracz” jako Robert (reż. A. Lipiec-Wróblewska)

### Prace reżyserskie
- 1991: Iwona, księżniczka Burgunda
- 1994, 1996, 2008: Miłość i gniew (w 1996 w Teatrze Telewizji)
- 1997: Człowiek to coś więcej... (z M. Pęcikiewicz)
- 2006: Mp3, program składany

## Filmografia
- 1961: Bitwa o Kozi Dwór jako Kuba
- 1964: Agnieszka 46 jako pomocnik kowala
- 1977: Ostatnie okrążenie jako Janusz Kusociński
- 1979: Racławice. 1794 jako Józef Pawlikowski
- 1979−1981: Najdłuższa wojna nowoczesnej Europy jako Karol Marcinkowski (odc. 1-4)
- 1980: Królowa Bona jako Jan Radziwiłł, krajczy litewski (odc. 10 i 11)
- 1980: Olimpiada ’40 jako Piotr
- 1980: Przed odlotem jako Wiktor Siennicki
- 1980: Powstanie Listopadowe. 1830–1831
- 1981: Debiutantka jako inżynier Radecki
- 1981: Wielka majówka jako pan młody, sprzedawca w sklepie „Mody Polskiej"
- 1981: Przypadki Piotra S.
- 1981: Cień jako pacjent zakładu dla nerwowo chorych
- 1983: Kartka z podróży jako sklepikarz Cwibel
- 1983: Przeznaczenie jako Kazimierz Przerwa-Tetmajer
- 1983: Widziadło jako Mariusz, kuzyn Oli Strumieńskiej
- 1984: O-bi, o-ba. Koniec cywilizacji jako lekarz
- 1985: Ga, ga. Chwała bohaterom jako właściciel domu dla bohaterów
- 1985: Medium jako ekspedient w sklepie Orwicza
- 1986: Cudowne dziecko jako tata Piotra
- 1986: Zmiennicy jako pisarz Jan Oborniak, autor Krzyku ciszy (odc. 10 i 11)
- 1987: Komediantka jako Stefan Witowski
- 1988: Alchemik jako ojciec Hieronim
- 1988: Alchemik Sendivius jako ojciec Hieronim
- 1988: Mistrz i Małgorzata jako Asasello, członek świty Wolanda),
- 1988: Piłkarski poker jako Józef Grundol, piłkarz „Czarnych”
- 1992: Wielka wsypa jako oddziałowy Zenon Walasek
- 1992: Zwolnieni z życia jako mąż Elżbiety, kapitan SB
- 1994: Szczur jako Clochard
- 1994: Śmierć jak kromka chleba jako górnik Krasucki
- 1997: Czas zdrady jako monsignore Alberti
- 2000: Nie ma zmiłuj jako Roman Winkler, wysłannik prezesa „Vin-Netu”
- 2000: Weiser jako dzielnicowy
- 2000: Prymas. Trzy lata z tysiąca jako Kozyra
- 2001: Marszałek Piłsudski jako Kazimierz Świtalski, współpracownik Piłsudskiego (odc. 4, 7 i 8)
- 2003: Psie serce – pies Tungo (głos, odc. 13)
- 2009: Handlarz cudów jako Zbyszek
- 2010: Mistyfikacja jako pułkownik SB
- 2011: 80 milionów jako „Stary”
- 2011: Wielkanoc jako Tadeusz Marzec, ojciec Lilki
- 2012: Wszystkie kobiety Mateusza jako Józef Mięciel

## Polski dubbing
- 1975−1983: Pszczółka Maja – chrząszcz pływak
- 1976: Ja, Klaudiusz – Postumus
- 1978: Władca Pierścieni – narrator
- 1985–1991: Gumisie (druga wersja dubbingowa) – duch Sir Gallanta (odc. 32a)
- 1994: Opowieść wigilijna Flintstonów – Mikołaj
- 1997: Ostatni rozdział – Bertold
- 1999–2001: Batman przyszłości – Derek Powers / Pomór
- 2001: Misiaki
- 2001: Harry Potter i Kamień Filozoficzny – Severus Snape
- 2002: Harry Potter i Komnata Tajemnic – Severus Snape
- 2002: Księżniczka na ziarnku grochu – Alfred
- 2003: Country Miśki – Ted Bedderhead
- 2003: Księga dżungli 2 – ojciec Ranjana
- 2003–2005: Kaczor Dodgers
- 2004: Lucky Luke – El Tarlo
- 2004: Harry Potter i więzień Azkabanu – Severus Snape
- 2005: Harry Potter i Czara Ognia – Severus Snape
- 2005: Szeregowiec Dolot – Generał Von Szpon
- 2005: Lassie – Rowlie
- 2005: Oliver Twist
- 2006: Karol. Papież, który pozostał człowiekiem – abp. Oscar Romero
- 2006: Ciekawski George – Ivan
- 2007: Harry Potter i Zakon Feniksa – Severus Snape
- 2008: Stich! – Gantu
- 2009: Harry Potter i Książę Półkrwi – Severus Snape
- 2009: Prawdziwa historia Kota w Butach – Charles Perrault
- 2010: Harry Potter i Insygnia Śmierci: Część I – Severus Snape
- 2011: Harry Potter i Insygnia Śmierci: Część II – Severus Snape
- 2011: Harry Potter i Insygnia Śmierci: Część II (gra) – Severus Snape
- 2017: Gwiezdne wojny: Ostatni Jedi – Luke Skywalker

## Słuchowiska radiowe
- 2006: Gdzie jest ten tani kupiec (reż. Waldemar Modestowicz)[2]
- 2007: Rozmowa przed bitwą jako Józef Piłsudski (reż. Andrzej Piszczatowski)[3]
- 2008: Ballada o schowku jako pułkownik Wojska Polskiego (reż. A. Piszczatowski)[4]
- 2012: Gate 2012/2013 Teatru Tworzenia jako Głos Pierwszy - Głos Przeznaczenia - premiera 21.12.2012 w Polskim Radiu Pomorza i Kujaw (reż. Jarosław Pijarowski)[5].

## Nagrody i wyróżnienia
- 1978: nagroda „Panoramy Północy” za walory patriotyczne odtwarzane w głównej roli w filmie Ostatnie okrążenie na II FFiWTV w Olsztynie
- 1980: wyróżnienie za rolę Tartuffe'a w Świętoszku Moliera w Teatrze Powszechnym w Warszawie na XX KST w Kaliszu
- 1984: nagroda za rolę w przedstawieniu Nikiformy według Edwarda Redlińskiego w Teatrze Powszechnym w Warszawie na XXIV FPSW we Wrocławiu
- 1989: nagroda za rolę Szarika-Szarikowa w Psim sercu Michaiła Bułhakowa w Teatrze Powszechnym w Warszawie na XV OKT w Opolu
- 1991: Nagroda specjalna (zespołowa) przewodniczącego Rady Miejskiej Kalisza za udział w spektaklu Pan Tadeusz na XXXI KST w Kaliszu
- 1993: nagroda za rolę Seraskiera Bangi w Onych Stanisława Ignacego Witkiewicza w Teatrze Powszechnym w Warszawie na XVIII OKT w Opolu
- 1995: nagroda zespołowa (telewizyjna rejestracja i emisja) dla przedstawienia Miłość i gniew Johna Osborne’a (PWST Warszawa) na XIII Festiwalu Szkół Teatralnych w Łodzi
- 1997: nagroda za rolę Adama w przedstawieniu Ciałopalenie Marka Bukowskiego w Teatrze Powszechnym w Warszawie na III OKNWPSW w Warszawie
- 1999: nagroda im. Aleksandra Zelwerowicza (przyznawana przez miesięcznik „Teatr”) za rolę Władzia w Ślubie Witolda Gombrowicza w Teatrze Narodowym w Warszawie
- 2003: Złoty Mikrofon, nagroda PR dla radiowej osobowości (Warszawa)
- 2006: Wielki Splendor[6] - Nagroda Teatru Polskiego Radia za wybitne kreacje w słuchowiskach
- 2006: nagroda za rolę w słuchowisku Gdzie jest ten tani kupiec na VI Festiwalu Teatru PR i Teatru TVP w Sopocie
- 2024 nagroda im. Aleksandra Zelwerowicza dla najlepszego aktora za rolę Estragona w spektaklu „Czekając na Godota” według dramatu Samuela Becketta w reżyserii Piotra Cieplaka w Teatrze Narodowym w Warszawie[7]

## Odznaczenia
- Krzyż Kawalerski Orderu Odrodzenia Polski (2011)[8]
- Srebrny Krzyż Zasługi (1988)
- Zasłużony Działacz Kultury (1996)
- Srebrny Medal „Zasłużony Kulturze Gloria Artis”